# Kathy Hochul
Kathleen Courtney Hochul (Búfalo, 27 de agosto de 1958) es una abogada y política estadounidense que ejerce como gobernadora de Nueva York desde el 24 de agosto de 2021. Anteriormente, fue vicegobernadora de ese estado desde 2015 hasta 2021 y miembro de la Cámara de Representantes por el 26.º distrito congresional de Nueva York desde 2011 hasta 2013.

## Vida y educación
Hochul nació como Kathleen Courtney en Buffalo, Nueva York, el segundo de los seis hijos de John P. "Jack" Courtney, entonces estudiante universitario y oficinista, y Patricia Ann "Pat" (Rochford) Courtney, ama de casa. La familia luchó económicamente durante los primeros años de Hochul y durante un tiempo vivió en un remolque cerca de una planta siderúrgica. Sin embargo, cuando Hochul estaba en la universidad, su padre trabajaba para la empresa de tecnología de la información que luego dirigió. Su familia es de ascendencia católica irlandesa.
Hochul se volvió políticamente activa durante sus años universitarios en la Universidad de Syracuse, liderando un boicot a la librería estudiantil por los altos precios y un esfuerzo fallido para nombrar el estadio de la universidad en honor a un exalumno corredor, seleccionado en el draft de la Liga Nacional de Fútbol Americano y víctima de cáncer Ernie Davis. Ella presionó con éxito a la universidad para que se deshiciera del apartheid de Sudáfrica y, en la primavera de 1979, el periódico estudiantil The Daily Orange le otorgó una "A", citando los cambios en el campus como evidencia de la calificación. Recibió su licenciatura en ciencias políticas de la Escuela Maxwell de la Universidad de Syracuse en 1980 y un Doctorado en Jurisprudencia de la Facultad de Derecho de la Universidad Católica de Columbus en 1984.

## Carrera política
Después de graduarse de la facultad de derecho, Hochul comenzó a trabajar para un bufete de abogados de Washington D. C., pero encontró el trabajo insatisfactorio. Luego trabajó como asesora legal y asistente legislativa del Representante de los EE. UU. John LaFalce y del senador de los EE. UU. Daniel Moynihan, y para la Asamblea del Estado de Nueva York, antes de buscar un cargo electo.
Hochul se involucró en asuntos locales como partidario de las pequeñas empresas que enfrentaban la competencia de las tiendas Walmart y, en el proceso, llamó la atención de los líderes demócratas locales. El 3 de enero de 1994, la Junta Municipal de Hamburgo votó para designarla para el puesto vacante en la junta causado por la renuncia de Patrick H. Hoak para convertirse en supervisor de la ciudad. Fue elegida para un mandato completo en noviembre de 1994, en las líneas demócrata y conservadora, y fue reelegida en 1998, 2002 y 2006. Renunció el 10 de abril de 2007 y fue sucedida por el ex asambleísta estatal Richard A. Smith. Mientras estuvo en la junta, lideró los esfuerzos para eliminar las cabinas de peaje en partes del sistema de autopistas del estado de Nueva York.
En mayo de 2003, el secretario del condado de Erie, David Swarts, nombró a Hochul como su adjunto. El gobernador Eliot Spitzer nombró a Swarts para su administración en enero de 2007 y nombró a Hochul para suceder a Swarts como secretario del condado en abril de 2007. En una intervención que elevó su perfil en todo el estado, se opuso a la propuesta de Spitzer de permitir que los inmigrantes indocumentados soliciten una licencia de conducir sin presentar un tarjeta de seguro social, y dijo que si la propuesta entrara en vigor, buscaría que se arrestara a cualquiera de esos solicitantes. Fue elegida más tarde en 2007 para ocupar el resto del mandato de Swarts. Se postuló para la reelección en cuatro líneas electorales: Partido Demócrata, Conservador, Independencia y Familias Trabajadoras, derrotando al republicano Clifton Bergfeld en noviembre de 2010 con el 80 por ciento de los votos.
Después de la partida de Hochul como secretaria del condado, el recién elegido secretario del condado, Chris Jacobs, descubrió una acumulación de correo, quien luego dijo que se encontraron $ 792,571 en cheques en el correo atrasado. Como secretaria del condado, Hochul había estado en el proceso de implementar un nuevo sistema para manejar documentos de bienes raíces cuando se fue después de ser elegida para el Congreso. Jacobs dijo que se gastaron $9,000 en horas extras para depositar cheques y archivar documentos sin abrir que se habían acumulado en el período intermedio después de la partida de Hochul, mientras la oficina se adaptaba al nuevo sistema.

## Vida personal
Hochul está casada con William J. Hochul Jr., exfiscal de los Estados Unidos para el Distrito Oeste de Nueva York, quien también es vicepresidente sénior, consejero general y secretario de Delaware North, una empresa de hospitalidad y juegos de azar. Tienen dos hijos. Hochul se identifica como católica.
Hochul es uno de los fundadores de Kathleen Mary House, un hogar de transición para mujeres y niños que son víctimas de violencia doméstica. Ha sido miembro de la junta de la organización. También cofundó Village Action Coalition y, a partir de 2011, fue miembro del consejo de administración de Immaculata Academy en Hamburgo, Nueva York.